# Salvatorkirche (Breslau)

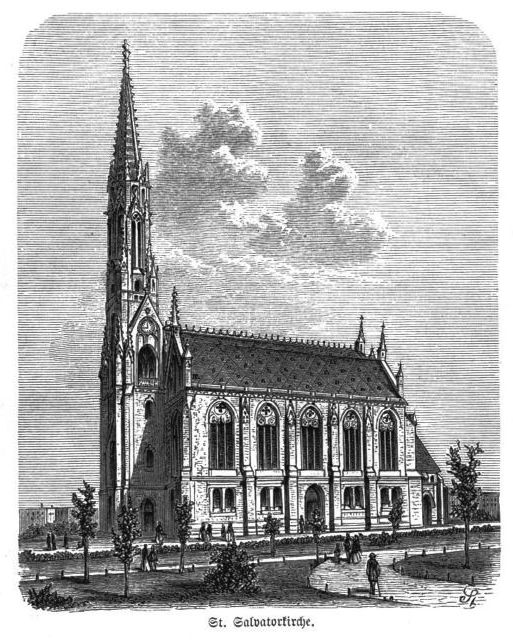
Salvatorkirche um 1880

Die Salvatorkirche in der Bohrauer Straße 4 (heute ulica Borowska) in Breslau war eine neugotische evangelische Kirche, die in der Schlacht um Breslau zerstört wurde.

## Geschichte

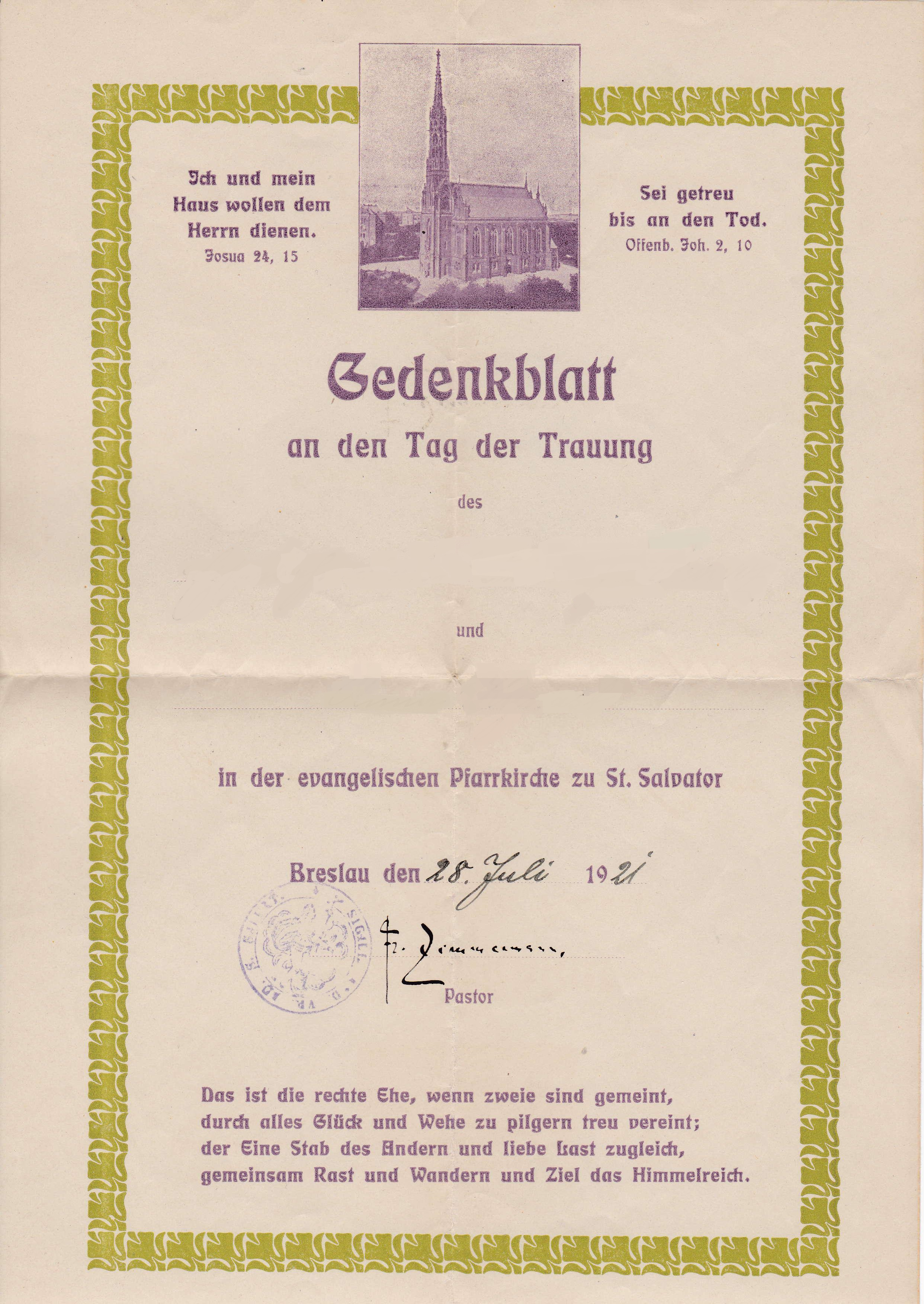
Gedenkblatt zu einer Eheschließung in St. Salvator

Ihr Vorgängerbau, die erste Salvatorkirche, wurde 1568 als Friedhofskirche für den 1541 auf dem Schweidnitzer Anger angelegten Friedhof, am Ufer des Stadtgrabens und unweit der späteren Schweidnitzer Straße gebaut. Diese Fachwerkkirche brannte am 12. November 1854 ab. Zunächst bereitete der Stadtbaurat von Roux 1856 zwei alternative Entwürfe des Wiederaufbaus der Kirche (im Rundbogenstil und im Stil der Neugotik). Da der Magistrat den Gemeindevertretern gegenüber seine Kirchenbaulast bestritt, verzögerte sich die Investitionsentscheidung und die von Roux’ Entwürfe wurden verworfen. Sein Nachfolger Zimmermann befasste sich dann mit einem anderen, größeren und auf der Achse der Tauentzienstraße gelegenen Grundstück am Museumsplatz. Da diese Parzelle jedoch anderweitig verwendet werden sollte und wegen der Grunderwerbskosten entschied sich die Stadtvertretung im Juni 1869 zunächst für den alten Standort. Das auf den 20. Februar 1870 datierte Entwurf von Zimmermann zeigt eine kompakten, dreischiffigen Kirche aus Backstein im neugotischen Stil mit seitlich zugestelltem Turm, die den gesamten Grundstück am Stadtgraben in Anspruch nahm. Da dieser mittlerweile durch eine dichte Bebauung von prächtigen Bürgerhäusern gesäumt wurde, erhoben die Anlieger Anspruch und erklärten, die an einem Drittgrundstück entstehenden Mehrkosten von bis zu 10.000 Taler zu tragen. Schließlich wählte man ein weitläufiges Gelände auf den sogenannten Teichäckern südlich des Oberschlesischen Bahnhofs und nördlich der 1867 eingemeindeten Orte Huben und Lehmgruben und bestätigte am 2. Juni 1870 die Bauentscheidung. Das alte, zu klein gewordene Grundstück wurde zum Salvatorplatz umgewandelt (heute plac Czysty).
Am 20. November 1871 wurde auf den Teichäckern nach dem für den neuen Standort angepassten Entwurf des Stadtbaurats Zimmermann mit dem Bau der neuen evangelischen Salvatorkirche begonnen und am 19. Oktober 1876 konnte die Einweihung gefeiert werden.
Von 1900 bis 1910 war Emil Kraeusel Pfarrer an St. Salvator und von 1935 bis 1940 Heinrich Benckert, ein Angehöriger der Bekennenden Kirche.
Zu Ende des Zweiten Weltkriegs wurde die Kirche in der Schlacht um Breslau stark beschädigt. Sie wurde einige Jahre später vollständig abgerissen, wie die meisten stärker beschädigten und nicht (da evangelisch) denkmalgeschützten Kirchen.
Seit dem Anfang der 1990er Jahre wird das Grundstück als zentraler Omnibusbahnhof genutzt.

## Architektur
Die neugotische Kirche setzte bis auf den fehlenden Transept alle Postulate des Eisenacher Regulativs um. Der Haupteingang zur orientierten, dreischiffigen Kirche führte durch das Erdgeschoss eines 66 m hohen, dem Hauptbauvolumen vorgelagerten Turmes mit einem (eigentlich für Süddeutschland typischen) Maßwerkhelm. Die fünfjochigen Kirchenschiffe waren mit eigenen Satteldächern gedeckt. Die Kirche war eine Pseudobasilika: Das Mittelschiff war mit einer hochgesetzten, spitz zulaufenden Holzdecke ausgestattet, die Seitenschiffe waren flach gedeckt. In den Seitenschiffen sowie im ersten Joch des Mittelschiffs befanden sich hölzerne Emporen, die über zwei Treppenhäuser beidseits des Turms sowie durch zwei hölzerne Wendeltreppe zugänglich waren. Dem Mittelschiff schloss sich ein kurzer, fünfeckig abschließender überwölbter Chor an, dessen Fußboden um vier Stufen erhaben war. Die ebensolche, jedoch niedrigere Kapellen am Abschluss der Seitenschiffe waren nicht von diesen, sondern vom Chor aus zugänglich. Zwei seitliche Eingänge führten vom Süden und vom Norden über hölzerne Vorräume in den Kirchenraum. Die Kirche hatte 1510 Sitzplätze.
Die Architektur der Kirche lehnte sich an die Berliner Bartholomäuskirche und Petrikirche an.

Flurkarte mit Kirchenstandort (1877)
Detail aus Stadtplan (1904)

## Geistliche
Zu den Geistlichen der Pfarrstellen an St. Salvator gehörten u. a.:
- Seibt[1][2]
- Bartels
- Benkert
- Büchner
- Eitner
- Gottschick
- Maluche[3]